# Karang Endah (Runjung Agung)
Karang Endah is een bestuurslaag in het regentschap Ogan Komering Ulu Selatan van de provincie Zuid-Sumatra, Indonesië. Karang Endah telt 670 inwoners (volkstelling 2010).